# 甘卓
甘 卓（かん たく、? - 322年）は、中国の晋代の官僚・軍人。字は季思。本貫は丹陽郡。

## 経歴
呉の甘寧の曾孫で、太子太傅の甘昌の子として生まれた。呉が滅びると、甘卓は自宅に蟄居した。丹陽郡に召し出されて主簿や功曹をつとめ、孝廉に察挙された。揚州により秀才に挙げられ、呉王常侍となった。石冰の乱を討ち、功績により都亭侯の爵を受けた。東海王司馬越に召し出されてその参軍となり、離狐県令に任じられて出向した。甘卓は華北の戦乱を見て、官を捨てて江南に帰ろうとしたところ、歴陽で陳敏と知り合って意気投合した。陳敏は子の陳景に甘卓の娘をめとらせた。永興2年（305年）、陳敏が起兵して楚公を称すると、甘卓もこれに協力した。永嘉元年（307年）、周玘が銭広を派遣して陳敏の弟の陳昶を攻撃すると、陳敏は銭広を討つべく甘卓を派遣した。甘卓が朱雀橋の南に駐屯すると、周玘は丹陽郡太守の顧栄を派遣して甘卓を説得させた。甘卓はもともと顧栄を尊敬しており、また陳昶が銭広に殺害されたことから、周玘らに従うことに決めた。病と偽って娘を呼び寄せ、橋を落とし、船を南岸に集め、周玘らとともに陳敏を滅ぼした。
琅邪王司馬睿が江南に渡ってくると、甘卓はその下で前鋒都督・揚威将軍・歴陽国内史に任じられた。永嘉5年（311年）、東海王司馬越と対立した周馥を、建威将軍郭逸・安豊郡太守孫恵と共に寿春で攻撃した。また後に杜弢の乱の鎮圧に活躍した。前後の功績により、爵位を南郷侯に進め、豫章郡太守に任じられた。ほどなく湘州刺史に転じた。さらに爵位を于湖侯に進めた。
大興3年（320年）、安南将軍・梁州刺史・仮節・都督沔北諸軍事となり、襄陽に駐屯した。その統治は簡素で温情深く、少数民族の統御に意を用いた。また商売に掛ける税をなくして、市場の二重価格をなくさせた。さらに州境にある魚池の税収を貧民に給与したため、善政を讃えられた。
永昌元年（322年）、王敦が武昌で起兵するにあたって、使者を派遣して甘卓に知らせた。甘卓は心ならずも同意の返事をしたが、王敦が船で東下するにあたって合流しようとせず、参軍の孫双を武昌に派遣して王敦を説得させ、起兵を取りやめさせようとした。王敦は孫双の言葉を聞いて、甘卓が前言を翻したことに驚き、劉隗らを排除する起兵の大義を強調して、事後には甘卓を公にすると約束した。孫双が襄陽に帰って甘卓に報告すると、甘卓は逡巡して決断を下せなかった。甘卓がやって来ないことから、変事を憂慮した王敦が参軍の楽道融を甘卓のもとに派遣した。しかし楽道融は王敦の意に反して、甘卓に王敦の背後を襲うよう説得した。そこで甘卓はようやく王敦を討つことを決断し、陶侃らとも連絡を取った。
甘卓は軍を潴口に進めたが、なおも思い悩んで、兵を前進させようとしなかった。王敦は甘卓の兄の子の甘仰を派遣して講和を求めさせた。甘卓の進軍が遅滞しているうちに、王敦は官軍の主力を撃破し、周顗・戴淵らを殺害した。そこで甘卓は襄陽に帰還することとし、これに反対する都尉の秦康の意見を聞き入れなかった。また警備を固めるよう主張する主簿の何無忌や功曹の栄建固の意見を退けた。襄陽郡太守の周慮らが王敦の意を受けて甘卓を襲撃し、寝所で殺害すると、その首級を王敦のもとに送った。四男の散騎郎甘蕃らもまた殺害された。太寧年間、甘卓には驃騎将軍の位が追贈された。諡は敬といった。

## 伝記資料
- 『晋書』巻70 列伝第40